# Shapefile
El format ESRI Shapefile (SHP) és un format d'arxiu informàtic propietari de dades espacials desenvolupat per la companyia ESRI, que crea i comercialitza programari per a Sistemes d'Informació Geogràfica com ara Arc/Info o ArcGIS. Originalment es va crear per a la utilització amb el seu producte ArcView GIS, però actualment s'ha convertit en format estàndard de facto per a l'intercanvi d'informació geogràfica entre Sistemes d'Informació Geogràfica per la importància que els productes ESRI tenen al mercat SIG i per estar molt ben documentat.
Un shapefile és un format vectorial d'emmagatzematge digital on es guarda la localització dels elements geogràfics i els atributs associats a ells. No obstant això no té capacitat per emmagatzemar informació topològica. És un format multi, és a dir, generat per diversos fitxers informàtics. El nombre mínim requerit és de tres i tenen les extensions següents:
- .shp - és l'arxiu que emmagatzema les entitats geomètriques dels objectes.
- .shx - és l'arxiu que emmagatzema l'índex de les entitats geomètriques.
- .dbf - és la base de dades, en format dBase, on s'emmagatzema la informació dels atributs dels objectes.

A més d'aquests tres arxius requerits, opcionalment se'n pot utilitzar altres per a millorar el funcionament en les operacions de consulta a la base de dades, informació sobre la projecció cartogràfica, o emmagatzematge de metadades. Aquests arxius són:
- .prj - És l'arxiu que guarda la informació referida al sistema de coordenades en format WKT.
- .sbn i .sbx - Emmagatzema l'índex espacial de les entitats.
- .fbn i .fbx - Emmagatzema l'índex espacial de les entitats per als shapefiles que són inalterables (només lectura).